# Leymus pubinodis
Leymus pubinodis är en gräsart som först beskrevs av Yi Li Keng, och fick sitt nu gällande namn av Áskell Löve. Leymus pubinodis ingår i släktet strandrågssläktet, och familjen gräs. Inga underarter finns listade i Catalogue of Life.